# Dominio fitogeográfico amazónico
El Dominio fitogeográfico Amazónico es una de las grandes secciones en que se divide el Reino o Región fitogeográfica Neotropical, por presentar una vegetación común. Se lo ubica en el Caribe, Centroamérica y el norte y centro de Sudamérica. Incluye formaciones de selva, en su mayor parte, pero también bosques más secos y extensas sabanas.

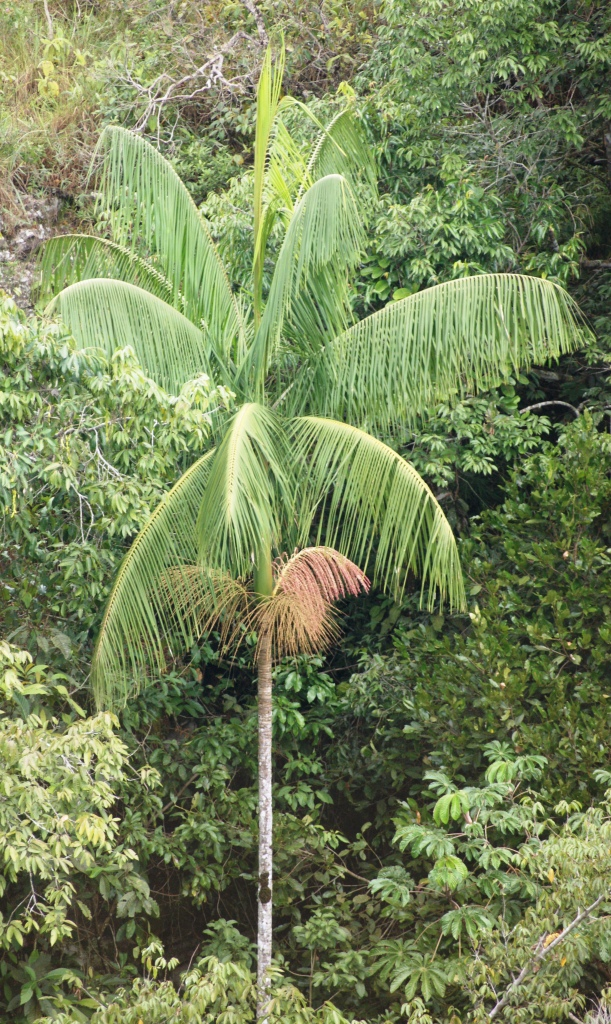
El palmito, es una palmera característica de este Dominio fitogeográfico.

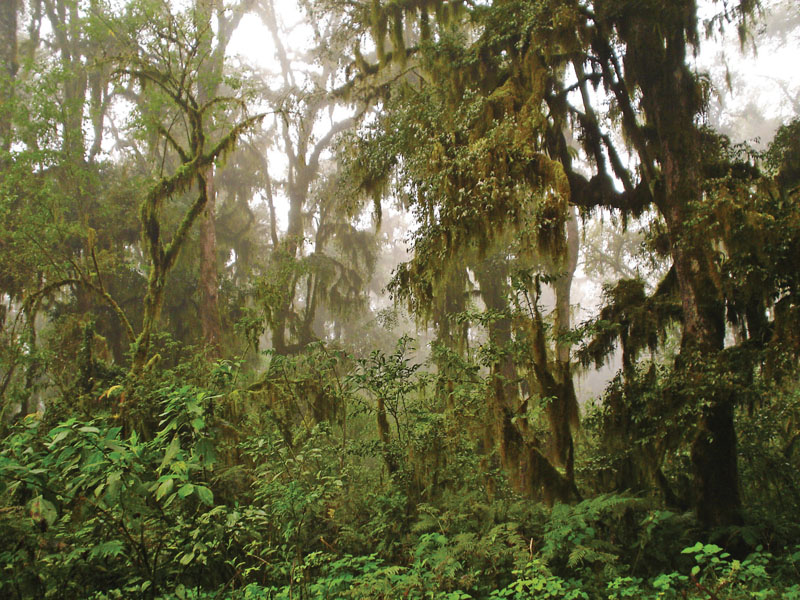
Nuboselva o selva de montaña de la yunga, camino a San Andrés, Provincia de Salta, Argentina, Dominio fitogeográfico Amazónico.

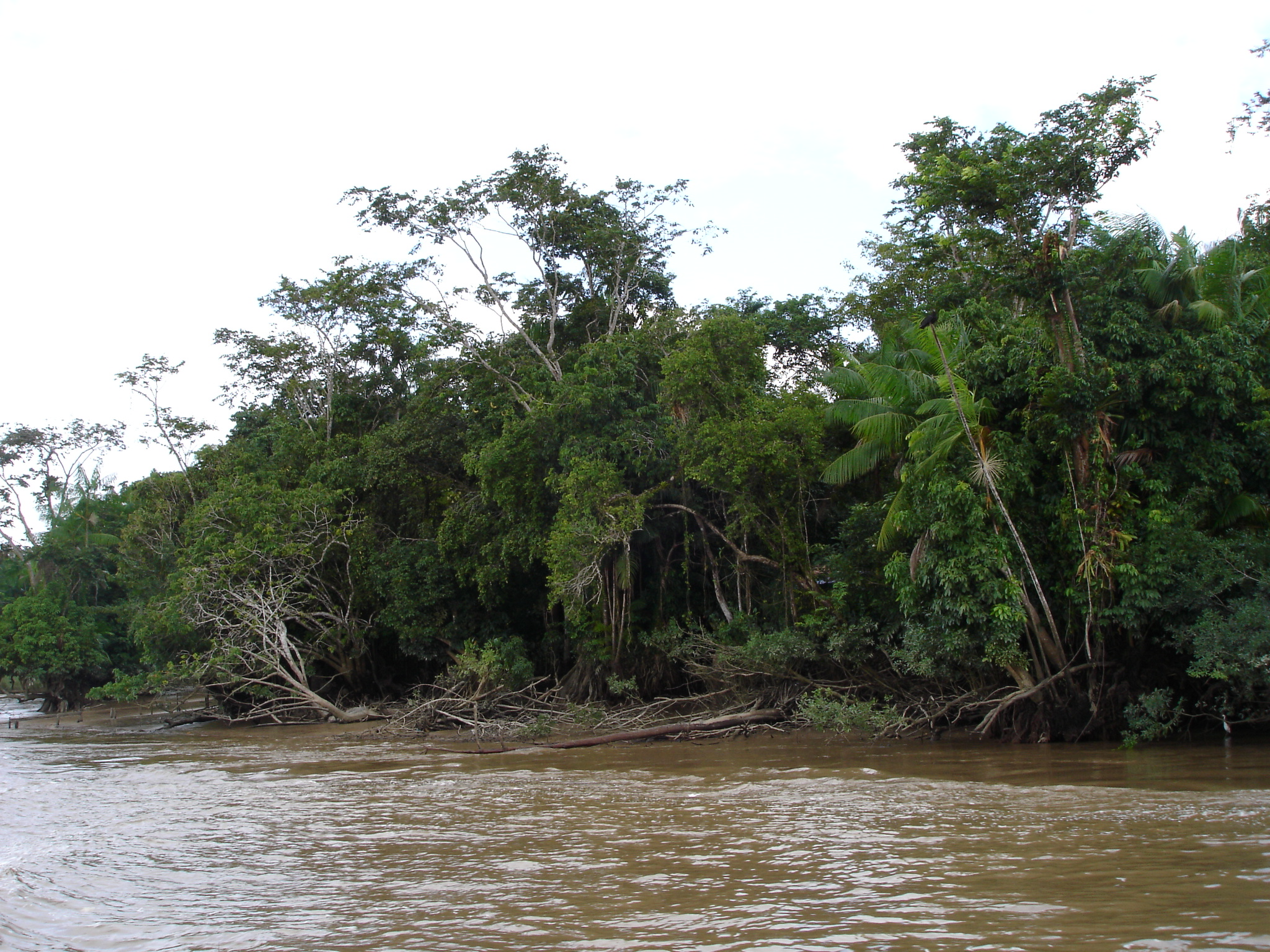
Selva Amazónica; Dominio fitogeográfico Amazónico.

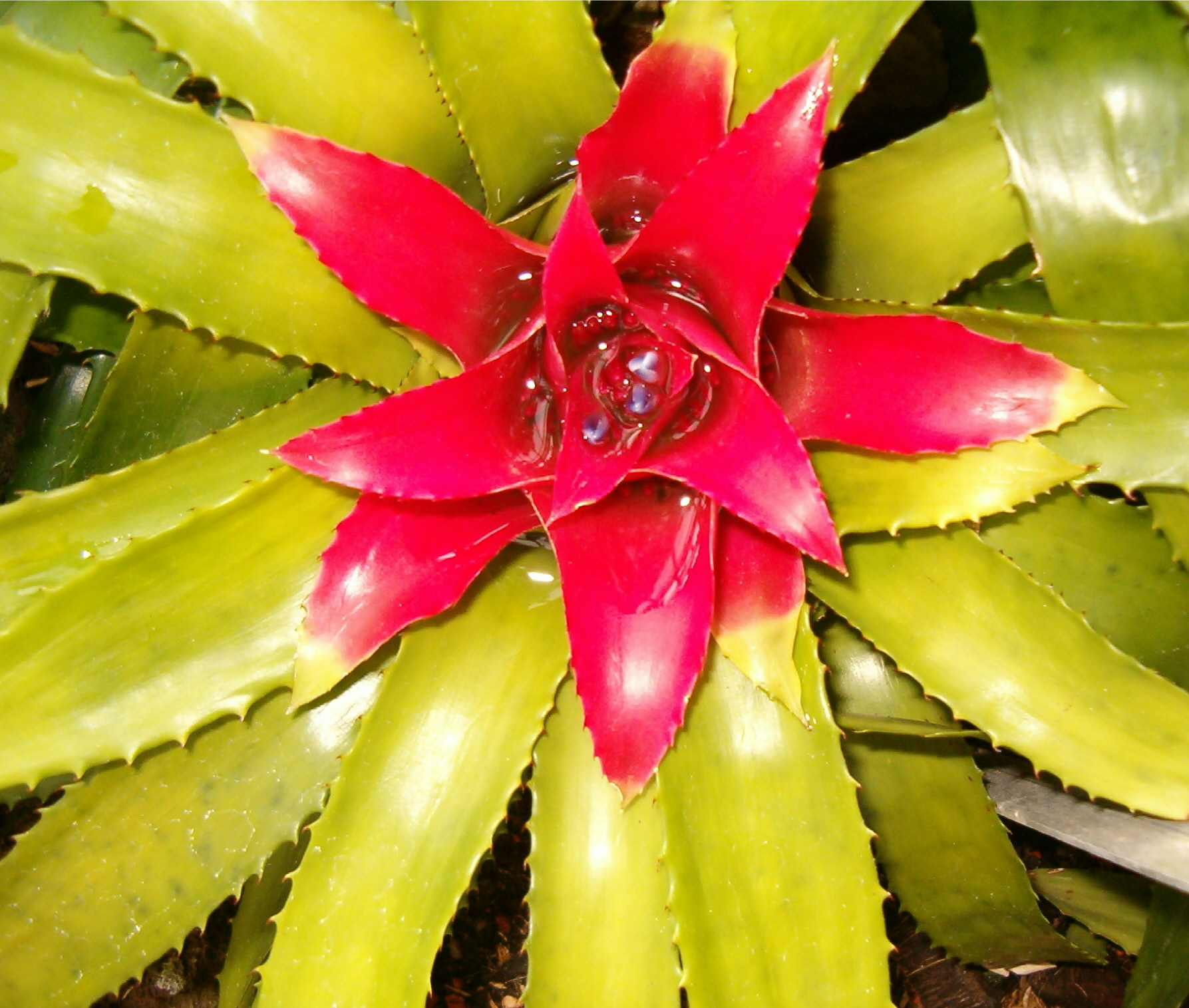
Nidularium fulgens. Bromeliaceae es una familia muy diversificada dentro de este Dominio fitogeográfico.

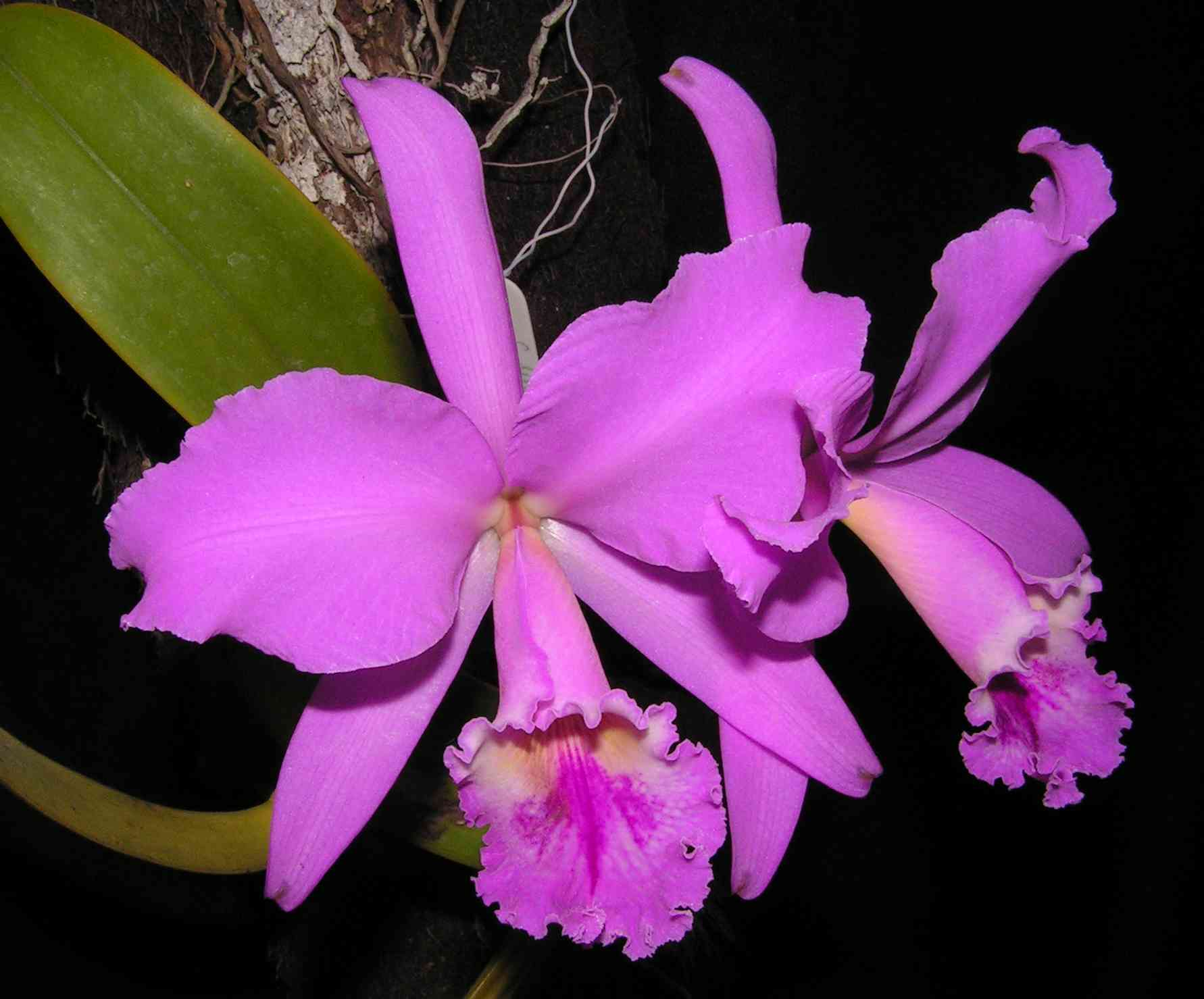
Cattleya labiata. Las Orchidaceae son plantas-símbolo de este Dominio fitogeográfico.

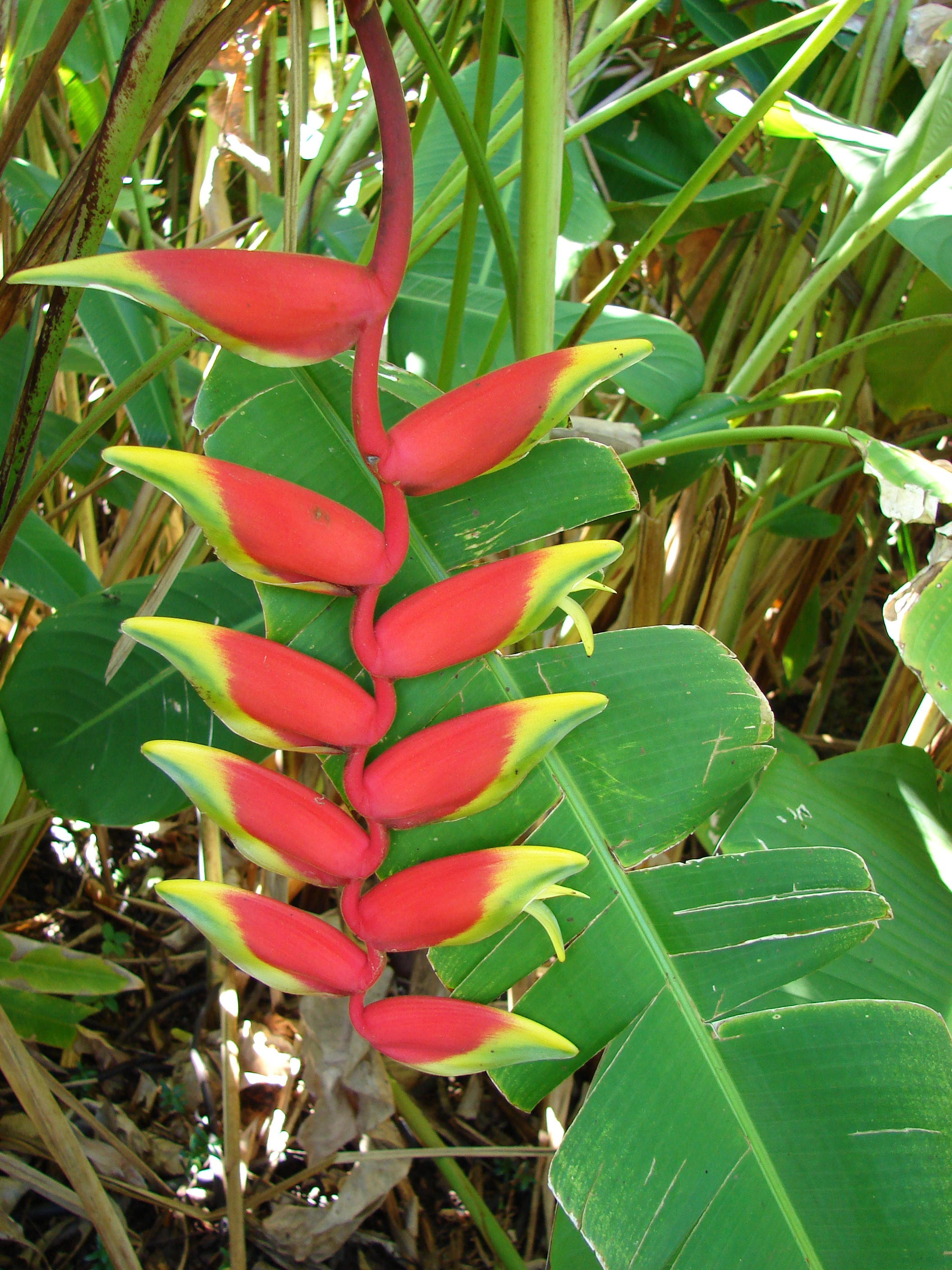
Heliconia rostrata. El género Heliconia es característico del Dominio fitogeográfico Amazónico.

## Distribución
Si bien hay varias clasificaciones generales, entre ellas la de Ronald Good , la de Armen Takhtajan, y la de Ángel Lulio Cabrera, este dominio comprende todas las selvas del Caribe, Centroamérica y Sudamérica, incluyendo la de la costa pacífica de Colombia y Ecuador, la selva Amazónica, la Mata Atlántica, y las yungas o selvas de montaña de las estribaciones de la cordillera andina, así como las selvas en galería que acompañan a los grandes ríos de la cuenca del Plata, y las extensas sabanas de los campos Cerrados del planalto central del Brasil y zonas linderas de Bolivia, Paraguay, y el noreste argentino.

## Climas
En tan extenso territorio los tipos climáticos son variados, aunque tienen en común las temperaturas cálidas y los climas hídricos húmedos.
En el Caribe, la selva Amazónica, y la selva oriental de Brasil dominan los tipos climáticos Ecuatorial húmedo, y Tropical húmedo. En las Nuboselvas o selvas de montaña se encuentran todos los climas de Tierra Fría. En el Cerrado encontramo clima de Sabana continental; en la Mata Atlántica, desde Semitropical húmedo, hasta Tropical con invierno fresco. Las selvas en galería de la cuenca del Plata discurren en climas Subtropicales de varios tipos, y Semitropical semiestépico. La pequeña lonja final de este Dominio fitogeográfico hacia el Sur se encuentra, en la ribera derecha del Río de la Plata, sobre un clima Subtropical marítimo.

## Características
El Dominio fitogeográfico Amazónico se caracteriza por la abundancia de elementos tropicales como palmeras, aráceas, laureles, orquidáceas, bromeliaceas, etc, variando la vegetación dependiendo de cada región.